# Ерзинџан (вилајет)
Ерзинџански вилајет (тур. Erzincan ili) је вилајет у источној Анатолији у Турској. Престоница вилајета је град Ерзинџан, који је уништен у земљотресу магнитуде 7.9 дана 27. децембра 1939. године, да би потом био обновљен. У вилајету је живело 224.949 становника 2010. године, од тога 114.437 становника живи у градовима.

## Географија
У Ерзинџану се налази место пресека између 40. северне паралеле и 40. источног меридијана.

## Окрузи
Ерзинџански вилајет је подељен на 9 округа (престоница је подебљана):
- Чајирли
- Ерзинџан
- Илич
- Кемах
- Кемалије
- Отлукбели
- Рефахије
- Терџан
- Узумлу